# Ruud Gullit
Ruud Dil Gullit (* 1. September 1962 in Amsterdam, Niederlande als Rudi Dil) ist ein ehemaliger niederländischer Fußballspieler und heutiger -trainer. Er führte die niederländische Nationalmannschaft 1988 als Mannschaftskapitän zum Europameistertitel.

## Leben
Gullit wurde als Sohn der Niederländerin Ria Dil sowie von George Gullit aus Suriname geboren. Sein Vater war Fußball-Nationalspieler von Suriname. Weil der schon eine Familie hatte, wurde Ruud von seiner Mutter und deren Vater erzogen. Mit 16 Jahren, als er seinen ersten Profivertrag bekam, änderte er seinen Namen in Ruud Gullit, weil sich dieser seiner Meinung nach für einen Spitzenfußballer besser anhört. Wegen seiner üppigen Haarpracht wurde er auch „schwarze Tulpe“ genannt.

## Spielerkarriere

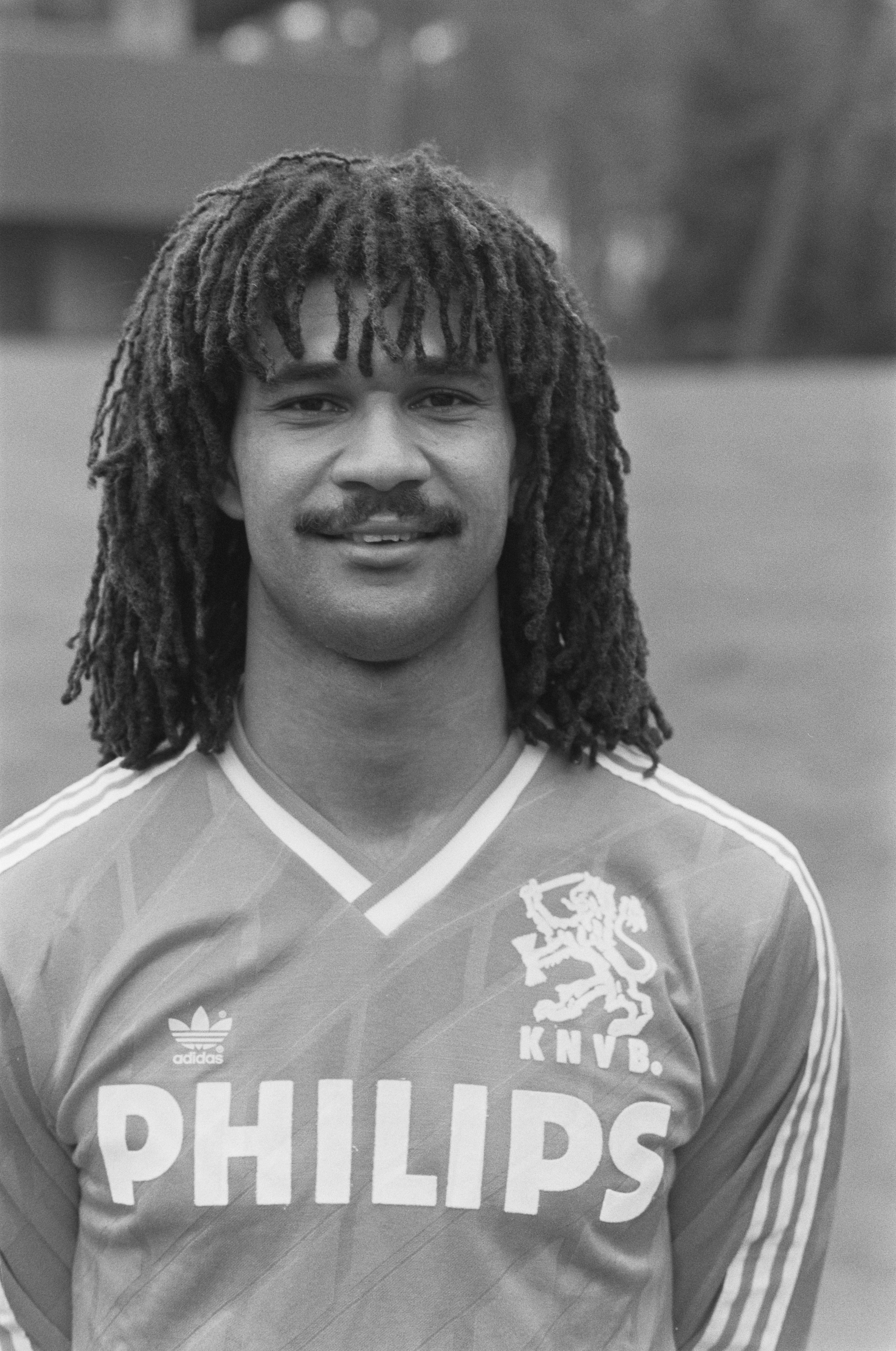
Ruud Gullit (1988)

Ruud Gullit machte sein erstes Länderspiel an seinem 19. Geburtstag am 1. September 1981, als er in einem Freundschaftsspiel gegen die Schweiz für den ebenfalls debütierenden Frank Rijkaard eingewechselt wurde. 1986 wurde er zum Kapitän der niederländischen Nationalmannschaft ernannt. Sein Land konnte sich nicht für die Fußball-Weltmeisterschaft 1986 in Mexiko qualifizieren und eine neue Mannschaft sollte nun um Ruud Gullit aufgebaut werden. 1987, nach dem Gewinn der niederländischen Meisterschaft mit PSV Eindhoven, wechselte er nach Italien zur AC Mailand, wo auch sein Landsmann Marco van Basten spielte. Ein Jahr später wurde auch Frank Rijkaard vom selben Verein verpflichtet. Gullit wurde 1987 mit dem Ballon d’Or als „Europas Fußballer des Jahres“ ausgezeichnet. Die Wahl kam überraschend, da Gullit bis dahin noch keinen internationalen Erfolg verzeichnen konnte. Den Preis widmete er dem damals noch inhaftierten Nelson Mandela.
In der niederländischen Nationalelf bildete er mit seinen Milan-Klubkollegen van Basten und Rijkaard eine starke Achse, die um Spieler wie Ronald Koeman und Hans van Breukelen ergänzt wurde. Dieser Mannschaft gelang es, an die Erfolge der 1970er-Jahre anzuknüpfen. 1988 wurde die Oranje Elftal unter Nationaltrainer Rinus Michels bei der Fußball-Europameisterschaft in Deutschland durch ein 2:0 im Finale gegen die Sowjetunion Europameister, wobei Gullit im Finale die 1:0-Führung erzielte.
Dieser Erfolg sollte sich bei der AC Mailand fortsetzen. Zunächst wurde er als Spielgestalter der Mailänder Mannschaft italienischer Meister und 1989 gewann die bis dahin vielleicht spielerisch beste Mannschaft der AC Mailand den Europapokal der Landesmeister. Wie bereits ein Jahr zuvor im Finale der Europameisterschaft sorgte Gullit zusammen mit Marco van Basten für die Tore – beide trugen je zwei Treffer zum 4:0-Erfolg über Steaua Bukarest bei. Eine zweite Ehrung als Weltfußballer des Jahres war die Folge.
Gullit musste aufgrund einer Knieverletzung fast ein Jahr lang aussetzen und kehrte im Mai 1990 im Endspiel des Europapokals der Landesmeister zurück, das seine Mannschaft mit 1:0 gewann. Mit diesem Erfolg im Rücken und als amtierender Europameister fuhr er zur Fußball-Weltmeisterschaft 1990 nach Italien. Doch Gullit war bei diesem Turnier nach der langen Verletzungspause noch nicht wieder ganz fit und die Niederlande schieden in einem denkwürdigen Spiel mit 1:2 gegen Deutschland im Achtelfinale aus. Bei der Fußball-Europameisterschaft 1992 in Schweden schied die Mannschaft im Halbfinale gegen den späteren Überraschungssieger Dänemark nach Elfmeterschießen aus.
Aufgrund von Streitigkeiten mit Nationaltrainer Dick Advocaat verließ Gullit wenige Tage vor Beginn der Fußball-Weltmeisterschaft 1994 das niederländische Trainingsquartier und beendete seine Karriere in der Nationalmannschaft. Nach einem Engagement bei Sampdoria Genua wechselte Gullit 1995 zum FC Chelsea, wo er 1996 zum Spielertrainer avancierte und 1998 seine Karriere beendete. Mit Gullit trat damit eine der schillerndsten Figuren des niederländischen Fußballs seit Johan Cruyff von der Fußballbühne ab. Nicht nur auf dem Platz war er ein engagierter Spieler, sondern auch als Kämpfer gegen Rassismus ist er bis heute eine wichtige politische Stimme seines Landes.

## Spielweise

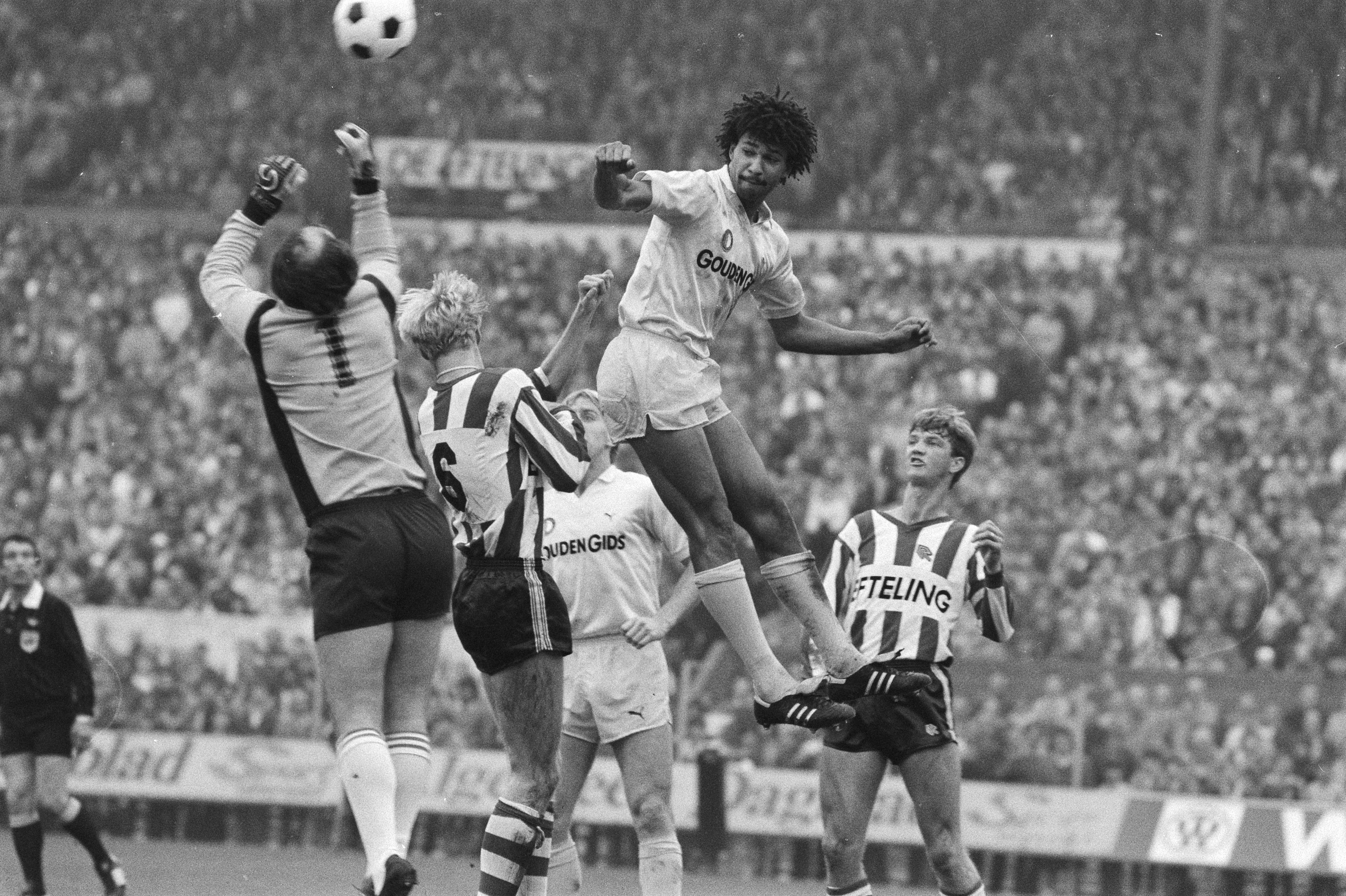
Gullit beim Kopfball (1983)

Gullit hatte bereits als Jugendlicher die Philosophie des totalen Fußballs verinnerlicht. Er konnte auf verschiedenen Positionen spielen, war athletisch und schnell und setzte diese Eigenschaften gezielt ein. Er war hochgewachsen, verfügte über eine enorme Sprungkraft und Kopfballstärke. Ungewöhnlich für einen Mann seiner Statur verfügte er über hervorragende Balance, was seinem Spiel Eleganz verlieh. Torinstinkt, hohe Spielintelligenz und gutes Stellungsspiel machten ihn zu einem der besten Spieler seiner Generation.
George Best lobte Gullit 1990 und stellte ihn in eine Reihe mit Pelé, Franz Beckenbauer und Johan Cruyff.

## Trainerkarriere
Mit dem FC Chelsea wurde Gullit als jüngster Trainer in der Geschichte des englischen Fußballs englischer Pokalsieger. 1998/99 coachte er für eine Saison Newcastle United.
In der Saison 2004/05 war Gullit Trainer von Feyenoord Rotterdam. Nach einer mäßigen Spielzeit, die mit Rang vier in der Eredivisie und 25 Punkten Rückstand auf Meister PSV Eindhoven endete, trat Ruud Gullit zurück.
Vom 8. November 2007 bis zum 11. August 2008 war Gullit Trainer des MLS-Franchises LA Galaxy. Am 18. Januar 2011 wurde bekannt gegeben, dass er den Trainerposten beim russischen Erstligisten Terek Grosny übernehmen werde. Am 14. Juni 2011 gab der Verein bekannt, dass Gullit als Cheftrainer abgelöst werde. Er könne jedoch als Jugendtrainer bei Terek bleiben, hieß es auf der Website des Klubs.
Am 9. Mai 2017 teilte der niederländische Fußballverband mit, dass Gullit ab Juni 2017 Co-Trainer unter dem neuen Bondscoach Dick Advocaat werde. Nachdem die Qualifikation für die Weltmeisterschaft 2018 in Russland verpasst worden war, verließen Advocaat und Gullit den Verband Ende November 2017.

## Privatleben
Ruud Gullit war dreimal verheiratet: Mit seiner ersten Ehefrau Yvonne De Vries, mit der er von 1984 bis 1991 verheiratet war, hat er zwei Töchter. 1994 heiratete er die Italienerin Christina Pensa, mit der er ebenfalls zwei Kinder hat. Die Ehe wurde im Mai 2000 geschieden. Nur einen Monat später heiratete er seine dritte Frau, die Schauspielerin und Moderatorin Estelle Cruyff, eine Nichte von Johan Cruyff. Das Paar hat zwei Kinder, darunter Maxim Gullit, der ebenfalls als Fußballspieler aktiv ist. Die Ehe wurde im Juni 2013 geschieden.
Im Juli 2013 wurden wegen nicht entrichteter Einkommensteuer in den Jahren 2010 und 2011 alle Immobilien von Gullit gepfändet.
Gullit arbeitet zurzeit als Fußball-Analyst für den niederländischen Fernsehsender RTL. Für die Sender NOS, Eredivisie Live, Sky Sports, BBC, ITV und Sky tritt er immer wieder als Gastmoderator auf.

## Erfolge

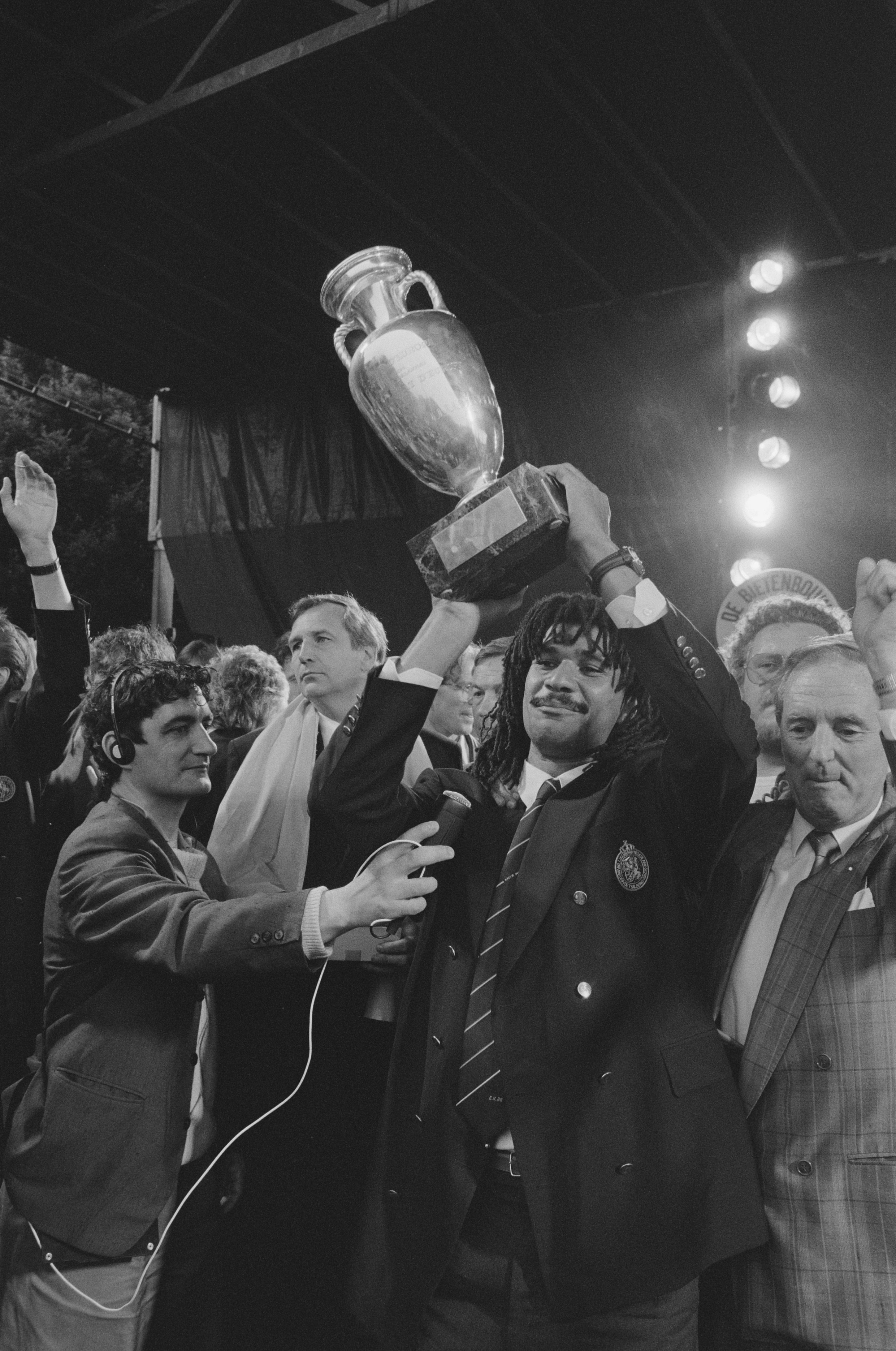
Gullit mit dem EM-Pokal (1988)

### Spieler

#### HFC Haarlem
- Aufstieg in die Eredivisie: 1980/81

#### Feyenoord Rotterdam
- Niederländischer Meister: 1983/84
- KNVB-Pokalsieger: 1983/84

#### PSV Eindhoven
- Niederländischer Meister: 1985/86, 1986/87

#### AC Mailand
- Italienischer Meister: 1987/88, 1991/92, 1992/93
- Italienischer Supercupsieger: 1988, 1992, 1994
- Europapokalsieger der Landesmeister: 1988/89, 1989/90
- UEFA-Super-Cup-Sieger: 1989, 1990
- Weltpokalsieger: 1989, 1990

#### Sampdoria Genua
- Coppa-Italia-Sieger: 1993/94

#### FC Chelsea
- FA-Cup-Sieger: 1996/97

#### Nationalmannschaft
- Europameister: 1988

### Trainer
- FA Cup: 1996/97

### Persönliche Auszeichnungen
- Ballon d’Or („Europas Fußballer des Jahres“): 1987
- Niederl. Fußballer des Jahres: 1981, 1984 1986
- Niederl. Sportler des Jahres: 1987
- World Soccer Magazine World Footballer of the Year: 1987, 1989
- Onze Mondial Zweiter Platz: 1988, 1989
- IFFHS-Spieler des Jahres: 1988 (Bronze), 1989 (Bronze)
- All-Star-Team der Europameisterschaft: 1988, 1992
- Chelsea Player of the Year: 1996
- FIFA 100

## Karrierestatistik
| Verein              | Liga            | Saison          | Liga   | Liga | Nat. Pokal | Nat. Pokal | Europapokal | Europapokal | Andere | Andere | Gesamt | Gesamt |
| Verein              | Liga            | Saison          | Spiele | Tore | Spiele     | Tore       | Spiele      | Tore        | Spiele | Tore   | Spiele | Tore   |
| ------------------- | --------------- | --------------- | ------ | ---- | ---------- | ---------- | ----------- | ----------- | ------ | ------ | ------ | ------ |
| HFC Haarlem         | Eredivisie      | 1979/80         | 24     | 4    | –          | –          | –           | –           | –      | –      | 24     | 4      |
| HFC Haarlem         | Eerste Divisie  | 1980/81         | 36     | 14   | 4          | 2          | –           | –           | –      | –      | 40     | 16     |
| HFC Haarlem         | Eredivisie      | 1981/82         | 31     | 14   | 6          | 2          | –           | –           | –      | –      | 37     | 16     |
| Gesamt              | Gesamt          | Gesamt          | 91     | 32   | 10         | 4          | –           | –           | –      | –      | 101    | 36     |
| Feyenoord Rotterdam | Eredivisie      | 1982/83         | 33     | 9    | 2          | 1          | –           | –           | –      | –      | 35     | 10     |
| Feyenoord Rotterdam | Eredivisie      | 1983/84         | 33     | 15   | 12         | 9          | 4           | 1           | –      | –      | 49     | 25     |
| Feyenoord Rotterdam | Eredivisie      | 1984/85         | 19     | 7    | 4          | 3          | 2           | 0           | –      | –      | 25     | 10     |
| Gesamt              | Gesamt          | Gesamt          | 85     | 31   | 18         | 13         | 6           | 1           | –      | –      | 109    | 45     |
| PSV Eindhoven       | Eredivisie      | 1985/86         | 34     | 24   | 2          | 1          | 2           | 0           | –      | –      | 38     | 25     |
| PSV Eindhoven       | Eredivisie      | 1986/87         | 34     | 22   | 3          | 6          | –           | –           | –      | –      | 37     | 28     |
| Gesamt              | Gesamt          | Gesamt          | 68     | 46   | 5          | 7          | 2           | 0           | –      | –      | 75     | 53     |
| AC Mailand          | Serie A         | 1987/88         | 29     | 9    | 6          | 3          | 4           | 1           | –      | –      | 39     | 13     |
| AC Mailand          | Serie A         | 1988/89         | 19     | 5    | 1          | 2          | 8           | 4           | –      | –      | 28     | 11     |
| AC Mailand          | Serie A         | 1989/90         | 2      | 0    | –          | –          | 1           | 0           | –      | –      | 3      | 0      |
| AC Mailand          | Serie A         | 1990/91         | 26     | 7    | 1          | 0          | 4           | 1           | 3      | 1      | 34     | 9      |
| AC Mailand          | Serie A         | 1991/92         | 26     | 7    | 1          | 1          | –           | –           | –      | –      | 28     | 8      |
| AC Mailand          | Serie A         | 1992/93         | 15     | 7    | 6          | 4          | 4           | 0           | 1      | 0      | 26     | 11     |
| Gesamt              | Gesamt          | Gesamt          | 117    | 35   | 15         | 10         | 21          | 6           | 4      | 1      | 157    | 52     |
| Sampdoria Genua     | Serie A         | 1993/94         | 31     | 15   | 10         | 3          | –           | –           | –      | –      | 41     | 18     |
| Gesamt              | Gesamt          | Gesamt          | 31     | 15   | 10         | 3          | –           | –           | –      | –      | 41     | 18     |
| AC Mailand          | Serie A         | 1994/95         | 8      | 3    | 2          | 0          | 3           | 0           | 1      | 1      | 14     | 4      |
| Gesamt              | Gesamt          | Gesamt          | 8      | 3    | 2          | 0          | 3           | 0           | 1      | 1      | 14     | 4      |
| Sampdoria Genua     | Serie A         | 1994/95         | 22     | 9    | –          | –          | –           | –           | –      | –      | 22     | 9      |
| Gesamt              | Gesamt          | Gesamt          | 22     | 9    | –          | –          | –           | –           | –      | –      | 22     | 9      |
| FC Chelsea          | Premier League  | 1995/96         | 31     | 3    | 7          | 3          | –           | –           | 2      | 0      | 40     | 6      |
| FC Chelsea          | Premier League  | 1996/97         | 12     | 1    | 1          | 0          | –           | –           | –      | –      | 13     | 1      |
| FC Chelsea          | Premier League  | 1997/98         | 6      | 0    | 4          | 0          | –           | –           | –      | –      | 10     | 0      |
| Gesamt              | Gesamt          | Gesamt          | 49     | 4    | 12         | 3          | –           | –           | 2      | 0      | 63     | 7      |
| Karriere Gesamt     | Karriere Gesamt | Karriere Gesamt | 471    | 175  | 72         | 40         | 32          | 7           | 6      | 2      | 581    | 224    |

Quellen: national-football-teams.com; footballdatabase.eu 